# 溝尾良隆
溝尾 良隆（みぞお よしたか、1941年9月7日 - ）は、日本の観光学者、理学博士。立教大学名誉教授、公益財団法人日本交通公社評議員。立教大学教授、城西国際大学教授、帝京大学教授を歴任。地域観光学、観光地理学を専門とし、川越市、群馬県新治村等における地域研究の実績がある。観光に関する各地のシンポジウム、フォーラム等にも多数参加。

## 人物・経歴
東京都港区浜松町生まれ、群馬県碓氷郡松井田町育ち。1960年群馬県立高崎高等学校卒業。1964年東京教育大学理学部地学科地理学専攻卒業、理学博士、財団法人日本交通公社主席研究員を経て、1989年より立教大学社会学部教授、1998年観光学科の独立（学部に昇格）により観光学部教授、観光学部長（2001年4月‐2004年3月）、城西国際大学観光学部ウェルネスツーリズム学科教授（2007年4月‐2009年3月）、帝京大学経済学部観光経営学科教授（2009年4月‐）。

## 所属学会
- 日本観光研究学会
- 日本地理学会
- 人文地理学会

## 著書

### 単著
- 『観光事業と経営』（東洋経済新報社）
- 『観光を読む　地域振興への提言』（古今書院）

### 共著
- （山本正三、千歳壽一と共著）『現代日本の地域変化』（古今書院, 1997年）
- （尾崎成男、杉岡碩夫と共著）『旅行業』（東洋経済新報社, 1980年）

ほか多数。

## 外部ページ
- 帝京大学による研究者紹介[リンク切れ]
- 研究者詳細 - 溝尾 良隆
- 観光地づくりオーラルヒストリー＜第4回＞溝尾 良隆氏 1.「観光」への接近 | （公財）日本交通公社